# 源周子
源周子（みなもとの ちかこ、しゅうし、生誕不明-935年）とは第60代醍醐天皇の更衣。嵯峨天皇の孫、嵯峨源氏、右大弁源唱の娘。近江御息所、近江更衣と称される。

## 略歴
延喜2（902）年2月殿上において賭弓が行われた際に物を献じ、翌年1月の内宴では陪膳に奉仕し、禁色を許された。勤子内親王、都子内親王、雅子内親王、時明親王、のちに源朝臣姓に降下した源高明、源兼子、盛明親王らを生んだ。

## 人物
醍醐天皇のもとで某年の春、近江御息所歌合を主催するなど和歌にすぐれていた。『後撰集』『新古今集』『玉葉集』に醍醐天皇とかわした歌が各1首、残されている。

## 系図
- 父:源唱
- 母:不詳
- 夫:醍醐天皇
- 子女
  - 第五皇女：勤子内親王（904年 - 938年） - 四品、右大臣藤原師輔室
  - 第七皇女：都子内親王（905年 - 981年） - 無品
  - 第十皇女：雅子内親王（909年 - 954年） - 四品、伊勢斎宮、右大臣藤原師輔室
  - 第八皇子：時明親王（912年 - 927年）
  - 第十皇子：源高明（914年 - 982年）
  - 皇女 : 源兼子（915年 - 949年）
  - 第十八皇子：盛明親王（928年 - 986年） - 四品